# República de Benim (1967)
A República de Benim foi uma efêmera república do litoral nigeriano do Golfo de Benim, nomeada em homenagem a sua capital, a Cidade do Benim. Anteriormente a Região Centro-Oeste da Nigéria, foi controlada pelas forças de Biafra durante as fases iniciais da Guerra Civil Nigeriana. O Estado foi declarado em 20 de setembro de 1967, ao mesmo tempo que  a Nigéria Federal completava sua reconquista da região.:369
No período que antecedeu a Guerra Civil, a Região Centro-Oeste tentou tomar uma posição neutra; pouco antes de Biafra anunciar sua separação da Nigéria, líderes do Centro-Oeste patrocinaram uma conferência de paz perto da Cidade do Benim:367 e funcionários estatais se recusaram a permitir que as tropas federais invadissem Biafra através do Centro-Oeste. :368 Em agosto de 1967, as forças de Biafra assumiram o controle da Região Centro-Oeste e o médico Albert Okonkwo seria o novo chefe de governo.  Inicialmente, a população ibo acolheu controle de Biafra, enquanto os não-ibos geralmente ficaram descontentes, porém decidiram esperar pela restauração do controle federal; as relações iniciais entre a administração e os não-ibos foram pacíficas, mas desconfortáveis. Para melhorar as relações com os segmentos não-ibo da população, a administração do governador Okonkwo saturou casas e ruas com notícias da posição de Biafra e os meios de comunicação social começaram a suprir o estado com notícias sobre a opressão dos ibos na Nigéria Federal. À medida que os dias passavam, a divisão étnica do estado rapidamente se tornou evidente: a interminável campanha de relações públicas conseguiu mudar as mentes dos não-ibos, mas ao invés de convertê-los para o apoio absoluto da causa pró-Biafra, destruiu sua simpatia pela causa secessionista. :377 Como as relações continuaram a deteriorar-se, o Presidente C. Odumegwu Ojukwu visitou a Região Centro-Oeste para obter apoio e reunir-se com líderes da anteriormente banida Convenção Nacional dos Cidadãos Nigerianos. Embora a visita tenha aumentado o apoio entre os ex-partidários da Convenção Nacional dos Cidadãos Nigerianos, despertou sua antiga discórdia intrapartidária. Ao mesmo tempo, os partidários da Convenção Nacional dos Cidadãos Nigerianos começaram a entrar em conflito com os adeptos de outros partidos e a rejeição dos não-ibos a invasão se solidificou.:378
Como a administração de Okonkwo continuava a perder o apoio da população, ficariam desesperados, e a República de Benim foi proclamada como um último esforço: mesmo que não pudesse conquistar o apoio dos não-ibos, a proclamação poderia pelo menos dividi-los das forças federais. :379 Citando as mortes de cidadãos da Região Centro-Oeste nos tumultos do norte e o apoio antebellum da região para um governo confederal, Okonkwo declarou que o novo estado apoiaria Biafra em todas as causas e participaria em organizações como a Commonwealth e a Organização da Unidade Africana. :380 No entanto, Okonkwo sabia que o novo estado não poderia durar: ele e outros oficiais haviam discutido uma declaração de independência em 5 de setembro sem chegar a acordo e o anúncio foi registrado em um curto período de calmaria, enquanto ele e suas forças militares recuaram diante de um avanço militar federal.:381 Mais tarde, no mesmo dia, as forças federais chegaram à Cidade do Benim, e o Alto Comissário britânico relatou multidões nas ruas para celebrar a reconquista.  Enquanto isso, o presidente Ojukwu não ofereceu nenhum comentário sobre a declaração, concentrando-se, em vez disso, no fracasso dos soldados de Biafra em deter o inimigo. :381 Sua atenção às falhas militares de Okonkwo e a falta de comentários sobre a declaração de independência sugerem que os oficiais de Biafra poderiam estar planejando a declaração da República e que suas objeções se referiam ao seu timing, ao invés da sua ocorrência. Biafra ganhou o reconhecimento de alguns estados estrangeiros, mas todos os ganhos não estavam relacionados com a proclamação de Benim e a ocupação de Biafra da região não conseguiu atingir seus objetivos, ao passo que incitou o governo federal para uma guerra plena.:382